# ClanDestino
El ClanDestino (también conocido simplemente como ClanDestino) es un apelativo que se usa para referirse a los Destinos, una familia secreta ficticia de seres sobrehumanos longevos que aparecen en los cómics estadounidenses publicados por Marvel Comics. Fueron creados en 1994 por el escritor/artista británico Alan Davis, y aparecen en varias series de cómics publicadas por Marvel Comics. Aparecieron por primera vez en Marvel Comics Presents #158 (julio de 1994) antes de aparecer en su propia serie mensual homónima, El ClanDestino, que duró doce números antes de ser cancelado. Posteriormente, los personajes aparecieron en una serie de miniseries y one-shots, todos escritos y dibujados por Davis. El nombre ClanDestino, que es un juego de palabras clandestino, se usa principalmente como el título de la serie protagonizada por la familia, y generalmente no lo usan los personajes de las historias.
Una versión de ClanDestino, conocida como Clandestinos, aparecieron como antagonistas de la serie del Universo cinematográfico de Marvel en Disney+, Ms. Marvel (2022).

## Historial de publicaciones
El creador Alan Davis explicó que le gusta el género de los superhéroes en general, y la dinámica de los libros grupales en particular, y que se sintió atraído por la oportunidad de crear un grupo de nuevos personajes libres de una continuidad larga y compleja, aunque la ambientó en el Universo Marvel. para usar personajes como Silver Surfer y M.O.D.O.K. en cameos. Dado que el rango de habilidades sobrehumanas es limitado y los buenos trucos son raros y de corta duración, Davis observó que la mayor oportunidad para la originalidad está en el desarrollo y la interacción del personaje. Davis eligió hacer del grupo una familia porque el vínculo familiar no es una opción y puede ser gratificante o doloroso. Davis también estaba interesado en los superhumanos que usaban sus poderes para mejorar sus vidas, pero no necesariamente sentían obligaciones heroicas o codicia megalómana. Aunque convirtió a los Destine en una familia extendida para formar nuevos miembros de la familia a medida que avanzaba, el núcleo del grupo sería Rory, Pandora, Samantha, Walter, Kay y Dominic. Aunque la membresía completa de la familia sigue sin revelarse por esta razón, Walter ha declarado que hay "muchos" que los gemelos de once años Rory y Pandora no han conocido.
Después del final de la serie original, Davis escribió y dibujó la miniserie de 1996 X-Men and the ClanDestine, durante la cual los eventos de los últimos cuatro números de la serie en curso (las únicas historias que no había escrito ni dibujado) fueron recontados por Davis. como un sueño En 2008, volvió a los personajes en una serie limitada de cinco números. En 2012, escribió y dibujó tres publicaciones anuales vinculadas: Fantastic Four Annual #33, Daredevil Annual #1 y Wolverine Annual #1, cada una de las cuales se centró en un miembro diferente de la familia Destine interactuando con los otros héroes del Universo Marvel.

## Historia ficticia
Adam de Ravenscroft nació en el pueblo de Ravenscroft en el corazón de Inglaterra en el verano de 1168 dC, cuando la Inglaterra sajona es gobernada por los conquistadores normandos. La juventud de Adam fue normal y creció contento sin ambición. Sin embargo, cuando tenía dieciséis años, fue empalado accidentalmente con una guadaña, pero se recuperó milagrosamente después de un sueño sobre una mujer extraña e inhumana. El pueblo lo rebautizó Adam of Destine, que sintió que el joven estaba destinado a la grandeza. En 1189, Adam se unió a la Tercera cruzada. Durante las batallas, Adam nunca resultó herido y creía que el "ángel" con el que soñaba lo protegía. Hacia 1191 era un veterano experimentado en las batallas de Acre, Arsuf y Jaffa. Se volvió demasiado confiado e imprudente, y fue capturado por un señor de la guerra llamado Al Kadhdhaab. Kadhdhaab afirmó que necesitaba la ayuda de Adam para derrotar al mago Sujanaa Min Raghbah. Siglos antes, Sujanaa capturó una gran gema con poderes místicos que cumplía sus deseos. En una visión, Sujanaa había visto que Adam estaba destinado a matarlo, y Kadhdhaab también lo sabe a través de una profecía escrita. Adam viajó al palacio de Sujanaa, pero fue capturado por él. El mago despotricó que su gema amaba a Adam y que no permitiría que Sujanaa lo lastimara. Adam logró distraer al mago diciéndole que Sujanaa había desperdiciado su vida, usando todo su poder simplemente para proteger su poder. El mago se dio cuenta de que había quedado atrapado por su propio deseo de poder y durante un momento de duda, Adam fue liberado y mató al mago. Adam entonces sintió que había algo vivo dentro de la gema y trató de destruir su prisión, pero apareció Kadhdhaab y le disparó en la espalda con una ballesta. Kadhdhaab trató de tomar el poder de la gema para sí mismo, pero Adam logró destruir la gema con sus últimas fuerzas. Elalyth, el ser femenino interior, llamado Djinn, apareció y destruyó a Kadhdhaab. Luego ella restauró a Adam, haciéndolo inmortal e invulnerable, y los dos se convirtieron en amantes.

### Relativos extraños
Durante los siguientes siglos, Adam y Elalyth tuvieron muchos hijos, todos los cuales heredaron habilidades sobrehumanas y fueron extremadamente longevos. A medida que avanzaba la civilización y el advenimiento de la tecnología moderna hacía más difícil que los miembros de la familia desaparecieran o se hicieran pasar por sus propios descendientes, uno de los hijos de Adam, Newton, estableció el Protocolo de Relativo Extraño. El protocolo crearía nuevas identidades para los familiares longevos cuando lo requieran y protegería a la familia en caso de que uno de ellos fuera descubierto. A finales del siglo XX, después de que el hijo de Adam, Vincent, destruyera la mansión familiar, Adam lo mató, porque sintió que se había vuelto "malvado". La familia se vino abajo después de eso. Dominic, que vio las acciones de Adam como imperdonables, se convirtió en un ermitaño, viviendo en soledad en una pequeña isla. Elalyth regresó a su hogar místico de Yden, y Adam, quien vio el asesinato de Vincent como una traición a su amor, dejó la Tierra, viajando por el espacio exterior en un vehículo creado por Newton. Los gemelos recién nacidos, Rory y Pandora, se quedaron con Walter Destine, que se hizo pasar por su tío y tutor, y Florence, que se hizo pasar por su abuela.

### Imp y Crimson Crusader
Los poderes de Rory y Pandora se activaron mucho antes que los de sus hermanos, porque eran gemelos. Los niños, creyendo que eran mutantes, decidieron convertirse en superhéroes. Como Crimson Crusader y Imp, se propusieron luchar contra el crimen. Una noche descubren dos grupos, una criatura llamada Lenz y sus "hijos", y el Dr. Hywel Griffin y sus Omegans, peleando por un dispositivo llamado Gryphon. Sin saber de qué lado ayudar, los niños agarran el dispositivo y huyen, con la intención de devolverlo una vez que determinen lo que le corresponde.
Se revela que "Gryphon" es un acrónimo del dispositivo, su nombre completo es Genetic Realignment Yield Polarity Harmonizing Orientation Net. Tiene la capacidad de remodelar genéticamente un organismo completamente desarrollado, independientemente de su edad o composición genética. Lenz, un ex científico humano mutado en una nueva forma monstruosa por Advanced Idea Mechanics (A.I.M.), espera usar el Gryphon para estabilizar a sus "hijos", que generalmente mueren en varios días. Griffin es albino, que espera curarse con Griffin. Ambas partes intentan localizar a los gemelos Destine. Durante el intento de huida de los gemelos, Pandora pierde su capa, que lleva el nombre de su hermana, Kay Cera, quien la diseñó. Lenz envía a sus hijos a matar a Kay, y encuentran la historia de ClanDestino en el cuaderno de Kay. La propia Kay sobrevive transfiriendo su mente a un gato. Las criaturas de Lenz atacan a los diversos miembros de ClanDestino, matando a Florence y Maurice. La mayoría de los otros miembros de la familia se unen y rastrean a Griffin, a quien creen que es responsable de la muerte de Flo y Maurice. Lenz aparece y secuestra a Rory, pero todos son salvados por Adam, quien había sentido la muerte de sus hijos y regresó a la Tierra. Adam derrota a Lenz, pero lo deja ir cuando se da cuenta de que Lenz no era malvado.
Cuando los Destinos regresan a casa, Adam acepta respetar el estatus de Walter como guardián de los gemelos, ya que Adam siente que renunció a ese derecho cuando dejó la Tierra once años antes. Walter quiere que los niños regresen a la escuela y vivan una vida normal, e incluso amenaza con separarlos si se meten en problemas en la escuela. Los niños huyen a Nueva York para convertirse en superhéroes a tiempo completo, pero Spider-Man los convence de regresar a casa. Dominic y Adam convencieron a Walter para que permitiera que los gemelos salieran por la noche en la "patrulla contra el crimen" y se enfrentaran solo a delitos menores, con los adultos turnándose para acompañarlos.

### Secuencia de sueños
El creador de la serie, Alan Davis, dejó la serie después del número 8. La serie continuó durante cuatro números más bajo el equipo creativo del escritor Glenn Dakin y los artistas Pino Rinaldi y Bryan Hitch. En estos cuatro números, Adam intenta devolverle el Gryphon a Griffen, y Lenz, ahora aliado con M.O.D.A.M., intenta robarlo de nuevo. Sin embargo, M.O.D.A.M. está más interesado en la familia Destino y secuestra a Cuckoo, dejando a una niña llamada Myror en su lugar. Myror tiene la capacidad de reflejar a las personas lo que querían ver. Queriendo que Cuckoo regresara a casa con ellos, el Clan vio a Myror como Cuckoo. Myror finalmente les dice a los Destines que quería ayudarlos a derrotar a M.O.D.A.M., quien la había usado como esclava durante años. De vuelta en la base de A.I.M., M.O.D.A.M. intenta cambiar de opinión con Cuckoo para adquirir un hermoso cuerpo humano para ella. Mientras tanto, Rory es manipulado por el espíritu de Vincent para que lo resucite. Si bien la única aparición de Vincent hasta la fecha fue en una foto de él de 1963 vista en el número 2 que lo mostraba como un hombre de constitución normal y cabello castaño con un estilo común en la década de 1960, en esta encarnación apareció como un hombre muy musculoso con cabello largo y rubio. Vincent se une a Rory y Pandora para salvar al Clan de M.O.D.A.M., y A.I.M. Vincent usa sus poderes para atormentar a todos los miembros de la familia que no son de Destine con demonios personales, incluidos William y Myrror. Vincent luego les dice a los demás que con la ausencia de Adam, ahora tiene que asumir el liderazgo de la familia.

### X-Men y The ClanDestine
Esta serie de dos partes contó con la primera aparición del miembro de la familia Gracie, a quien se había mencionado antes. Años antes, Gracie y Cuckoo habían desterrado a un demonio llamado Synraith de la Tierra hace muchos años con la ayuda de un Charles Xavier más joven y menos experimentado. En la miniserie, Synraith regresa e intenta eliminar a los tres que lo detuvieron. Los X-Men y los Destinos se unen para detener al demonio y salvar a los miembros de su familia.

### ClanDestinoVolumen 2
Una miniserie de cinco números de ClanDestino debutó el 5 de febrero de 2008, escrita e ilustrada por Alan Davis. En esta serie, el Dr. Griffin y los Omegans atacan nuevamente a los Destinos. En el transcurso de la historia, se revela lo que le sucedió a Thaddeus en 1374. Newton construye un dispositivo para ayudar a Dominic a mejorar los efectos de sus poderosos sentidos. Dominic también viaja a través del tiempo y el espacio, y se encuentra con el grupo de superhéroes Excalibur, en medio de la historia "Cross-Time Caper" que se desarrolló en su serie homónima en 1989-1990. La historia también tiene como estrellas invitadas a los Inhumanos. Walter lucha con sus miedos de volverse como Vincent. Al final de la historia, Adam reduce a Griffin a un bebé y les dice a los Omegans que nunca vuelvan a amenazar a su familia, antes de reunirse con Elalyth, la madre de sus hijos, con quien se va a vivir a Yden. Dominic decide mudarse a la idílica Etherea. En los paneles finales de la historia, un charco de energía emerge de los terrenos de Ravenscroft y vuela hacia la tumba de Vincent, provocando que la lápida se agriete.

### Marvel Tales de Alan Davis
A mediados de 2012, Alan Davis escribió e ilustró un trío de publicaciones anuales bajo la marca "Marvel Tales by Alan Davis", que presentaba a ClanDestino como estrellas invitadas, incluido Vincent, en sus primeras apariciones canónicas: Fantastic Four Annual #33, Daredevil Annual # 1 y Wolverine Anual (vol 2) #1.
En Fantastic Four Annual #33, que revela las circunstancias en las que Adam mató a Vincent, los aventureros superhéroes estadounidenses Thing, Antorcha Humana y Doctor Strange se encuentran con una grieta interdimensional cuya energía los lanza en un viaje a través del tiempo y el espacio, durante el cual entran en contacto. con la familia Destine en varios momentos de la historia. Thing en particular se encuentra con Vincent cuando era un niño, luego como un hombre joven, y está presente en su muerte. Vincent es torturado por su incapacidad para usar sus poderes para detener el dolor y el sufrimiento en el mundo, y se revela que ha sido poseído por demonios que intentan retrasar al Doctor Strange en la curación de la grieta dimensional. Temiendo la destrucción que los poderes de Vincent están desatando y por el alma de su hijo, Adam rompe fatalmente el cuello de Vincent. La energía dimensional es expulsada y los estadounidenses regresan a casa.
En Daredevil Annual # 1, los Destines viajan a Nueva York siguiendo a un robot llamado Plastoid. Cuckoo cree que está habitado por un elemental parásito, a quien tiene la intención de desterrar a su dimensión nativa. Sin embargo, Dominic y el resto de los Destine creen que el robot está habitado por el espíritu de Vincent y tienen como objetivo evitar que Cuckoo lo destruya. Durante este conflicto también se encuentran con Daredevil y Doctor Strange, quienes ayudan a la familia. Daredevil destruye el Plastoid, liberando el espíritu de Vincent.
La historia concluye en Wolverine Annual (vol 2) #1, que incluye un flashback que muestra una aventura anterior que Adam compartió con Wolverine. En el presente, Vincent anima a un grupo de antiguos dioses Heliopolitanos (híbridos de deidades egipcias y humanos que se asemejan a humanoides con cabezas de animales), que luchan contra Wolverine, Dr. Strange y la familia Destino, incluido Cuckoo, quien confirma telepáticamente que el ser que están persiguiendo es de hecho Vincent. Vincent explica que organizó una serie de eventos, incluida la reunión reciente de Adam y Elalyth, para lograr su propia resurrección y, en última instancia, tiene la intención de usar la forma sobrehumana de Wolverine como un recipiente para contener su poder. Su plan es frustrado por Cuckoo, Rory, Pandora y Wolverine, quienes destruyen a Vincent.

## Elenco

### Miembros vivos
Aunque hay un grupo central de miembros de la familia, Alan Davis ha declarado que hay un número desconocido de otros miembros de la familia que generalmente se mantienen solos. Por esta razón, los siguientes miembros de la familia se enumeran aquí en orden aproximado de edad, según el árbol genealógico proporcionado en la miniserie The ClanDestine de 2008 y otras fuentes. Rik Destine, cuyo orden de nacimiento se desconoce, se coloca antes que Rory y Pandora Destine, porque se sabe que estos últimos son los miembros más jóvenes de la familia. Todos los Destines, especialmente Adam, tienen un vínculo mental con su familia, lo que les permite a veces sentir cuando otros miembros de la familia están en peligro.
Adam Destine – Adam nació Adam de Ravenscroft en 1168. Mientras luchaba en la Tercera Cruzada, rescató a una Djinn llamada Elalyth que vio por primera vez en una visión cuando tenía dieciséis años. Ella lo hizo inmortal e invulnerable, y le dio numerosos hijos. En 1374, Adam y su hijo Thaddeus escoltaban a su otro hijo Albert al Monasterio Shalu en Shigatse, Tíbet, cuando fueron atacados por Geong Si, un ejército de zombis controlado por el Inhumano Tral. Durante la batalla, Thaddeus fue derribado por un acantilado, y Albert, por lo demás pacifista, en su dolor, arremetió contra sus atacantes, descubrió que su capacidad de curación podía manifestarse como un arma y los mató a todos, para su posterior arrepentimiento. Luego aparecieron otros Inhumanos, explicando que Tral era un criminal que escapó de su ciudad oculta. Adam viajó a Rusia en 1612 para ayudar a establecer la dinastía Romanov. Mientras montaba a caballo por las montañas Sayan en 1615 en ruta a Japón para ayudar a Albert y Grace, se encontró con un trío de extraterrestres insectoides blindados que intentaban construir un portal de teletransportación a través del cual traer un ejército para reclamar la Tierra. Los extraterrestres atacaron a Adam, pero ninguna de sus armas pudo dañarlo, y creyendo que su invulnerabilidad era representativa de toda la raza humana, partieron, temiendo no poder conquistar la Tierra. En la década de 1950, consultó a Albert Einstein para que le ayudara a explicar el comportamiento de Vincent, ya que Adam inicialmente no creía en la afirmación de Vincent de que podía viajar en el tiempo.
Adam es inmune a cualquier daño y no puede ser dañado por ningún arma o ataque, incluyendo ataques psíquicos. Los intentos de su hija Kay de leer su mente, de hecho, resultan dolorosos para ella, debido a la "percepción clarividente" que ha desarrollado debido a su avanzada edad. Casi nunca siente dolor, con dos excepciones: cuando siente que uno de sus hijos ha muerto o sus habilidades precognitivas le hacen creer que la muerte de uno de sus hijos es inminente, y cuando Vincent, bajo la posesión de un demonio interdimensional, lo atacó con energía mística. El no necesita alimento, puede sobrevivir en el vacío del espacio exterior, y no necesita dormir. Si bien es visible en la porción del espectro electromagnético perceptible para los humanos, es invisible para los escaneos que usan longitudes de onda más altas. Debido a que las habilidades de Adam son de origen mágico, a los sentidos cósmicos de Silver Surfer parece ser humano, sin ninguna mejora biológica o mecánica que el Surfer pueda percibir. Incluso carece de un olor que pueda ser detectado por el X-Man Wolverine, a quien conoció en algún momento de sus viajes. Habiendo visto a sus hijos envejecer y morir, llegó a ver su larga existencia como una maldición y descubre que debido a su invulnerabilidad, sus sentidos están adormecidos y no siente placer más de lo que siente dolor. En la primera historia de ClanDestine, Adam incluso le pregunta a Silver Surfer si sabe cómo puede morir. Dominic ha observado que Adam ya no exhibe las respuestas básicas del instinto de supervivencia, como escanear su entorno o estremecerse ante el peligro, nunca se estremece ni se mueve porque nunca se cansa. Adam admite que esto solo da una vaga conciencia de lo que toca. Dominic siente que lo que es peor es el desapego emocional de Adam, su falta de expresión y su distanciamiento, como si estuviera aburrido de la existencia humana, y siente que Adam no está aplicando el gran intelecto que acumuló durante ocho siglos él mismo. Adam inicialmente siente que Elalyth nunca lo perdonó por matar a Vincent, pero Albert no lo cree, y señala que todavía tiene su protección de la inmortalidad, aunque Adam teme que esto sea para poder vivir una vida torturado por la culpa. Se reencuentra con Elalyth, quien está muy feliz de verlo, en ClanDestine (Vol. 2) #5.
Elalyth – un ser de piel verde llamado Djinn, similar a un Genio, que conoció a Adam en el siglo XII, después de que ella se le apareció por primera vez en un sueño. Ella le dio el regalo de la inmortalidad. Después de que Adam mató a Vincent, ella lo dejó y regresó al reino místico de Yden. Aparte de los flashbacks, Elalyth no apareció, ni se reveló su nombre, hasta ClanDestine (Vol. 2) #5, en el que se reencuentra con Adam, quien se va a vivir con ella a Yden. Un boceto de Adam y los personajes principales de Destine en la primera página de la sección del cuaderno de bocetos en la edición de ClanDestine Preview de 1994 lleva el título: "Ella se fue y él obtuvo la custodia de los niños".
Jasmine Destine, también conocida como Kay Cera y como Cuckoo, la primogénita de los hijos de Adam y Elalyth, Jasmine es una telépata de 800 años que tiene la capacidad de transferir su conciencia a cuerpos anfitriones heridos de muerte cuando el que ella habita es destruido, y su hermano Albert cura las heridas del cuerpo, por lo que se la conoce como Cuckoo. En 1519 se encontraba en el recién descubierto México, explorando el territorio con los conquistadores de Hernán Cortés mientras habita el cuerpo de un noble español, con su hermana Grace haciéndose pasar por su ayuda de cámara. En este punto, Cuckoo había comenzado a estudiar magia y aprendió a canalizar fuerzas sobrenaturales para mejorar sus poderes. Cuando los conquistadores atacaron a los aztecas, Grace, cuyos dones psíquicos emergentes eran demasiado inmaduros para usarlos como armas, huyó con Cuckoo y algunos de los aztecas con los que se habían hecho amigos, pero los dos se separaron. En 1526 estuvo en Perú, y en algún momento durante o antes de esto, aprendió un dialecto maya. En la década de 1860, habitó el cuerpo de Natsume Masako, la esposa del príncipe Sakai Masaaki. Durante este tiempo, fue atacada por la vampira Marietta Borgezia y reaccionó matando el espíritu de Borgezia con su propia conciencia, lo que resultó en que la vampira se convirtiera en la nueva anfitriona de Jasmine. Como todos los vampiros creados por Borgezia fueron liberados de su sed de sangre con su muerte, con gratitud llegaron a considerar a Jasmine como una familia, incluso cuando más tarde se mudaría a otros cuerpos anfitriones. Su próxima encarnación conocida fue una de las más recientes, cuando habitó el cuerpo de una mujer nativa americana y ayudó a Grace y al joven Profesor Xavier a luchar contra un demonio llamado Synraith. En los últimos años ha vivido como la diseñadora de moda Kay Cera, creadora de la etiqueta Kay Cera. Ella tiene casas en Ginebra, Nueva York, Los Ángeles, Tokio y Río de Janeiro. Cuando Adam mató a Vincent, ella estaba en su cuadragésimo tercer cuerpo anfitrión. Ella ha cambiado de cuerpo tres veces durante la vida de Dominic, y Samantha era una niña cuando adquirió el último cuerpo anterior a su cuerpo actual, que antes pertenecía ala prostituta de Barcelona Pepa Pérez. Al curar este cuerpo actual, Albert, horrorizado por la ética cuestionable del uso de los cuerpos de otros por parte de Cuckoo, le informó que esta sería la última vez que haría esto.
Cuckoo puede leer la mente de los demás, proyectar ilusiones telepáticas, proyectar su cuerpo astral, traer los cuerpos astrales de otras personas a su ubicación, y cuando está mortalmente herido, transferir su mente a los cuerpos de otros humanos e incluso animales para prolongar su vida. También puede poner a alguien en coma para protegerlo de un ataque psíquico, o usar a esa persona como un conducto a través del cual puede atacar psíquicamente a otra persona. No puede leer la mente de las criaturas de Lenz (aunque pudo sentir lo suficiente de sus mentes como para asustarse de ellas), ni es rival para el propio Lenz. Ella tampoco puede leer la mente de su padre, ya que le causa un gran dolor, y no es una telépata tan poderosa como Charles Xavier, quien fácilmente repelió sus avances telepáticos no deseados. Jasmine también puede proyectar explosiones telequinéticas. Se dio cuenta de que había perdido cierto grado de control desde que se transfirió a su anfitrión actual. Sus poderes psíquicos siempre experimentan "problemas técnicos" cuando se instala en un nuevo cuerpo anfitrión, especialmente cuando la muerte del anterior es particularmente violenta.
Ella es una hedonista y usará sus poderes para su propio beneficio, leyendo o manipulando casualmente las mentes de los demás sin su permiso, por curiosidad, ganancia personal o enojo, para desaprobación de los demás. Walter no aprueba cómo se entrega a las fantasías de superhéroes de los gemelos, o cómo los visita solo cuando su estilo de vida lo permite, comprando el afecto de los gemelos con regalos. A diferencia de Dominic, Kay apoya el asesinato de Vincent por parte de Adam, diciendo que él era una "mala semilla".
Alan Davis la diseñó a partir de su amor por dibujar mujeres "increíblemente hermosas". Originalmente la llamó Mosaico (describiendo su psique fracturada), pero DC acababa de publicar un libro con "Mosaico" en el título, por lo que su nombre en clave sería Kimera, pero el nombre de Namorita se cambió a Kymera justo antes de que se publicara la serie, lo que obligó a Davis a cambiar nuevamente su nombre. Él la describe como "Segura. Inconformista. Práctica pero con estilo". El cuerpo actual de Cuckoo a veces se representa como un caucásico, y otras veces con piel marrón de oscuridad variable.
Albert Destine – un monje en el templo de la Séptima Luna en Nepal, que tiene la capacidad de curar a otros. Albert sufrió terriblemente cuando intentó usar sus poderes para detener la Peste Negra que se había extendido por Europa, aunque no se han especificado los detalles de esta parte de su vida. En el invierno de 1374, Adam y su hermano Thaddeus lo escoltaban al Monasterio Shalu en Shigatse, Tíbet, y cuando Thaddeus fue derribado por un acantilado por un ejército de zombis liderados por el Inhumano Tral, el normalmente pacifista Albert arremetió, descubriendo que su habilidad de curación podría usarse como arma, y mató a Tral, para su posterior arrepentimiento. En 1615, Albert y Grace estaban en Japón protegiendo al Shōgun Tokugawa durante un golpe de Estado. En muchas ocasiones ha curado un cuerpo humano herido de muerte que Cuckoo adquirió como hostia. Después de curar las heridas de arma blanca mortales sufridas por su anfitrión actual, le informó que esta sería la última vez que lo haría, prometiendo que cuando ella perdiera a este anfitrión, moriría. Al igual que Kay, Gracie y Nathaniel, es un practicante de las artes místicas, pero nunca ha sido tan experto como ellos en su uso. Entre sus habilidades místicas se encuentra la capacidad de teletransportar personas a grandes distancias. Se desconoce el alcance de este poder, pero una vez transportó a su padre del Reino Unido a Nepal, y luego de Nepal a Irán.
Grace "Gracie" Destine – nacida en 1503, Grace es una arqueóloga con fuertes poderes telepáticos y telequinéticos. En 1519, cuando ella y Cuckoo (que habitaba el cuerpo de un noble español) estaban en el México recién descubierto, explorando el territorio con los conquistadores de Hernán Cortés, Grace, de dieciséis años, que fácilmente pasaba por un niño, se hizo pasar por su ayudante de cámara. Cuando los conquistadores atacaron a los aztecas, Grace, cuyos dones psíquicos emergentes eran demasiado inmaduros para usarlos como armas, se fue con Cuckoo y algunos de los aztecas con los que se habían hecho amigos, pero los dos estaban separados. Grace siguió el ejemplo de Cuckoo y aprendió a canalizar fuerzas sobrenaturales para mejorar sus poderes. Al hacer esto, desató accidentalmente un demonio llamado Synraith. Se las arregló para sellar la grieta dimensional de la que provenía, pero como ahora sabía dónde estaba nuestra dimensión, finalmente regresaría. En 1615, Grace y Albert estaban en Japón protegiendo al Shōgun Tokugawa durante un golpe de Estado. En algún momento de sus viajes conoció al joven hechicero que en su vejez sería conocido como el Anciano, el mentor de Doctor Strange y el predecesor de Strange como Hechicero Supremo de la Tierra. Más tarde luchó contra Synraith por segunda vez siglos después con Cuckoo (ahora en el cuerpo de una mujer nativa americana) y un joven Charles Xavier. Finalmente lograron destruir a la criatura durante su tercer encuentro con ella, con la ayuda de Adam y los X-Men, durante la miniserie ClanDestine y X-Men de 1996.
Newton Destine – un genio sobrehumano cuyos talentos incluyen ingeniería mecánica, química, medicina y cirugía. El desarrolló la tecnología avanzada de ClanDestine y estableció el Protocolo de Relativos Extraños. Desapareció en Etherea, una Tierra alternativa en otra dimensión, durante la infancia de Rory y Pandora, pero se teletransporta a la Tierra cada vez que Dominic lo llama, usando un reloj de señal especial. Mientras era Warlord del planeta Ethera, hizo diseñar otro cuerpo en Narcissus 4, uno que es más alto y mucho más musculoso y, por lo tanto, más adecuado para el estilo de vida de un líder, y cuando usa este cuerpo, mantiene su cuerpo original en animación suspendida, ya que prefiere ese cuerpo más manso para actividades intelectuales. Además de los dispositivos de teletransportación, también ha construido sofisticadas armaduras y armas motorizadas. Newton usa un dispositivo llamado "psi-escudo" para evitar que Kay explore su mente. El tiempo se mueve más rápido en Etherea que en la Tierra. Tres días etéreos equivalen a nueve horas terrestres, lo que a menudo le permite a Newton responder al reloj de señales y construir dispositivos aparentemente rápido. A pesar de su genialidad, no es un teórico, ya que su ciencia es práctica e instintiva.
Walter "Wallop" Destine – Walter es un escritor de novelas románticas con el seudónimo de Sabrina Bentley, que tiene la capacidad de transformarse en una gran criatura azul descomunal con una inmensa fuerza e invulnerabilidad. Por lo general, mantiene su personalidad e inteligencia en este estado, pero cuando presiona su capacidad para transformarse cada vez más, su cabello se inflama, y es propenso a perder los estribos y volverse loco. También puede transformarse sin darse cuenta si pierde los estribos o si es provocado por un ataque psíquico. Volver a transformarse en forma humana lleva mucho tiempo, y, a menudo, no está completo, ya que a veces sus orejas o pies permanecen en su estado monstruoso.
Walter tiene al menos 200 años y ha experimentado conflictos en numerosas guerras. Estuvo en Shanghái durante la guerra del Opio, en Balaclava durante la Guerra de Crimea, en Delhi durante el motín de los cipayos, en Passchendaele durante la Primera Guerra Mundial y en El Alamein durante la Segunda Guerra Mundial, durante la cual sirvió con inteligencia militar. En 1944 su estación fue atacada por los nazis con una gran máquina de guerra robótica. La máquina de guerra se enfrentó a los Invasores (Capitán América, el Submarinero y la Antorcha Humana), pero los dejó inconscientes. Luego, Walter transformó y destruyó el robot antes de huir de los soldados aliados, quienes aparecieron en la escena y pensaron que estaba aliado con los nazis. Como parte del Protocolo de Relativo Extranjero, los extraños lo conocen hoy en día como el hijo de Walter Destine que sirvió en la Segunda Guerra Mundial. Es el guardián de Rory y Pandora, a quienes se les hizo creer durante años que él era su tío. Le dieron el nombre en clave Wallop, aunque se niega a aceptar este nombre. Como tutor principal de los gemelos, generalmente es estricto y le molesta la aparición de los otros hermanos en la vida de los niños cuando les conviene, especialmente Kay, quien siente que trata de comprar el afecto de los gemelos con regalos cuando su estilo de vida hedonista lo permite. Alan Davis intentó diseñar un disfraz para Wallop, pero sintió que todos parecían tontos en algunas de sus encarnaciones más extremas.
William "Oz" Chance – un actor que interpreta el papel de Capitán Oz en películas de acción. Tiene la máxima fuerza humana y agilidad acrobática. Apareció por primera vez en The ClanDestine (Vol. 1) #2. Estuvo presente en el festival de Woodstock de 1969 con Dominic y el adolescente Vincent.
Dominic "Hex" Destine – cuando era niño, Dominic, que tiene el cabello rojo brillante y la piel de color verde pálido, se sintió descuidado por Adam, a quien veía como distante. Después de desarrollar sus súper sentidos en la edad adulta, se convirtió en un ilusionista y escapista llamado Hex. Su traje es el que usó como actor. Antes de la muerte de Vincent, durante una actuación en el Greenwich Village de la ciudad de Nueva York, un encuentro con una caja de rompecabezas china lo hizo caer en un reino dimensional oculto, del cual fue rescatado por Doctor Strange. Después de que Adam mató a Vincent, y porque Walter se lo permitió, Dominic, que albergaba resentimiento hacia ellos, se retiró a una isla remota durante once años, en parte porque sus sentidos mejorados se ven abrumados en áreas más urbanas. Aunque Dominic se mudó a la propiedad de la familia Destine después del regreso de Adam a la Tierra, rechazó una reconciliación con Adam, diciendo que nunca lo perdonaría por matar a Vincent. Se fue a vivir a Etherea con Newton al final de ClanDestine (Vol. 2) #5.
Walter describe a Dominic como bastante brillante, con una capacidad de razonamiento deductivo impecable. Esto, y sus sentidos mejorados, lo convierten en el mejor detective. Es un luchador mano a mano experto con una constitución delgada y atlética, y su conocimiento de los puntos de presión y los grupos nerviosos lo convierte en una de las pocas personas que pueden lastimar o someter a Walter en su estado transformado. Su sentido del oído le permite oír a través de paredes de hormigón y acero. Su sentido del olfato es tan agudo que puede detectar el olor de alguien que ha tocado un objeto que examina. También puede identificar los ingredientes alimentarios específicos que alguien ha manipulado, incluso después de haberse lavado las manos, y puede oler las huellas de otras personas que esa persona ha estado cerca. Al explorar el Complejo Griffin Technologies desde una colina cercana, pudo determinar que el complejo incluía una gran estructura subterránea de tres niveles de profundidad, que albergaba grandes cantidades de maquinaria, pero no formas de vida, aunque no se especificó qué sentidos utilizó para discernir esto. Su sentido del gusto es tan agudo que en una escena, un pequeño bocado de chocolate lo intoxica hasta dejarlo inconsciente, en parte debido a los once años de haber comido solo mariscos en ese tiempo. Su vista le permite ver longitudes de onda del Espectro EM fuera del rango humano normal. También puede percibir el aura que rodea a Samantha que ella puede aprovechar para utilizar su armadura. Sus sentidos pueden ser ocluidos si están sobrecargados por emisiones infrarrojas, microondas y sónicas de sistemas de seguridad de alta tecnología, y ser escaneado por longitudes de onda de alta frecuencia puede causarle un gran dolor. La sensibilidad creada por sus sentidos agudizados lo incapacita fácilmente con golpes relativamente modestos en su cuerpo, que a pesar de sus considerables habilidades de lucha, crean una debilidad sustancial para él en el combate cuerpo a cuerpo. Cuando vive en la finca Destine, generalmente pasa su tiempo en una cámara anecoica que su hermano Newton construyó debajo de la mansión, que permanece después de que la mansión fue destruida. Newton también construyó un generador de capa de aislamiento para que Dominic lo use en su muñeca, lo que crea un aura anti-estimulación, como una especie de cámara anecoica portátil. Alan Davis lo describe como "Agresivo. Volátil. Un cazador". Su diseño original era el de un hombre salvaje animal con un traje con patrones de piel de animales. En su cuaderno de bocetos, llamó al personaje "Vex", en lugar de "Hex".
Samantha "Sam" Destine – una artista que tiene el poder de generar y dar forma a una armadura y armas ectoplasmáticas metálicas a su alrededor. El diseño de la armadura es una expresión inconsciente de su mente artística, ya que reacciona a sus pensamientos. La forma y la dureza de sus formas de metal son variadas, ya que también puede generar un juego de alas como un ala delta. La belleza y la fuerza de la armadura pueden hacer que la carne le parezca repulsiva y, como resultado, se ha distanciado de la gente común. La armadura actúa como una segunda piel, con un sentido del tacto similar al de su propia carne. Ella es la más joven de los adultos Destine conocidos. Nació a principios de la década de 1950 y tenía la edad actual de los gemelos en 1963. Se graduó de la universidad en 1972 y, como parte del Protocolo de Relativos Extraños, se hace llamar Samantha Hassard de Perpiñán, Francia. Alan Davis, quien la describe como "distante, melancólica [y] exótica", explicó que originalmente diseñó el personaje, apodado Argent, en 1991 para una serie que él y Paul Neary intentaron desarrollar. Davis hizo que su armadura cambiara constantemente, para aliviar el tedio de dibujar sus detalles con una continuidad precisa.
Rik Destine – no se sabe nada de Rik aparte de su nombre y el hecho de que está vivo, como menciona Kay en ClanDestine (Vol. 2) #3.
Rory y Pandora Destine – mientras que los otros hijos de Adam manifestaron sus habilidades en la edad adulta, gemelos de 11 años, Rory y Pandora manifestaron sus habilidades seis meses antes de The ClanDestine (Vol.1) #1 porque como gemelos, sus poderes se estimulan entre sí cuando están muy cerca, y solo se manifiestan como tales. Se desconoce la distancia máxima exacta a la que pueden estar separados y seguir usando sus poderes, pero pueden estar separados por varias habitaciones y pasillos y seguir usándolos.
Rory tiene la capacidad de manipular la gravedad. Esto le permite volar, hacer que los objetos sean extremadamente pesados o lo suficientemente livianos como para flotar o lanzarlos, crear campos de fuerza que puedan protegerlo de las balas y aplastar objetos pequeños. Puede aplastar una granada viva cuya clavija haya sido arrancada y evitar que dañe a otros cuando explote. Dado que es un niño, se desconoce todo el potencial de sus poderes. Puede, por ejemplo, levantar a Dominic y a un Walter transformado, pero durante el encuentro de X-Men, cuando Walter pierde el control de sus transformaciones y se convierte en una encarnación mucho más grande de sí mismo, Rory solo puede levantarlo un poco sus pies. Rory lucha contra el crimen bajo el nombre en clave de superhéroe Crimson Crusader, y le encanta seguir todos los clichés de los superhéroes.
Pandora tiene la capacidad de manipular la luz. Puede proyectar rayos de luz lo suficientemente potentes como para pulverizar rocas o enfocarlos para crear rayos láser que pueden atravesar objetos al instante. Puede doblar la luz a su alrededor y a otros objetos para hacerlos invisibles. Aunque se une a Rory en sus excursiones de superhéroes, durante las cuales usa el nombre en clave Imp, no está tan obsesionada con ser un superhéroe como Rory.

### Miembros de estado desconocido
- Nathaniel Destine - todo lo que se sabe sobre Nathaniel es que, al igual que Kay, Gracie y Albert, es un practicante de las artes místicas, pero según Albert, Nathaniel es mucho más hábil con ellas que el propio Albert.[29]

### Miembros fallecidos
- Thaddeus Destine - Thaddeus era el segundo hijo mayor de los hijos conocidos de Adam y Elalyth, y su hijo mayor conocido.[27] Thaddeus era un guerrero nacido con la capacidad de adoptar el aspecto de cualquier bestia. Era un luchador altamente calificado con gran fuerza y velocidad. En el invierno de 1374, el Inhumano, Tral, lo tiró de un acantilado de nieve en el Tíbet, mientras él y Adam escoltaban a Albert a un monasterio, cayendo y muriendo. En su única aparición hasta la fecha, la cara y el cuerpo de Thaddeus estaban cubiertos con un pelaje rayado, como el de un tigre, pero no se ha visto su apariencia humana.[26]
- Vincent Destine - Vincent apareció por primera vez en forma de una fotografía fija de 1963 en el número 2 de la serie original.[12] Todo lo que se sabía de él hasta 2012 era que destruyó la mansión familiar,[5] y que Adam se vio obligado a matarlo porque, como dice Adam, era "malvado".[12][13] La primera aparición de Vincent en la historia fue en la trama que se desarrolló en los números 11 y 12 de la primera serie, después de que Alan Davis dejara el título. Sin embargo, cuando Davis volvió a los personajes con las miniseries X-Men y The ClanDestine en 1996, reconfiguró los eventos de esos dos números anteriores como si nunca hubieran sucedido, estableciendo a través del diálogo de Rory que esos eventos fueron una pesadilla suya.[5] La primera aparición canónica de Vincent fue en Fantastic Four Annual #33, en la que se reveló que tenía la capacidad de teletransportarse a sí mismo y a otros a través del tiempo y el espacio, lo que le permitía visitar escenarios que incluían la era Jurásica, la Antigua Roma y el festival de Woodstock de 1969, aunque no desarrolló la habilidad de controlar los destinos hasta que fue mayor. También tenía la capacidad de reducir el tamaño de las personas. Cuando era niño, usó sus poderes para convocar a Thing y la Antorcha Humana, a quienes creía que eran elementales que había conjurado para su oferta. Viajar hacia adelante en el tiempo haría que aparentemente desapareciera durante meses y años para su familia, lo que los perturbó mucho. Cuando era joven, se había inspirado en un poeta y filósofo llamado Pitor, y buscó su consejo para un "dilema insoluble", pero se sintió afligido cuando los cabezas rapadas mataron a Pitor a golpes y se suicidó. cómo su vida se había convertido en "un nudo de paradoja temporal". También estaba enojado con su familia por lo que percibía como su apatía hacia el sufrimiento global, caracterizándolos como "parásitos ensimismados". Después de descubrir que Vincent estaba poseído por una energía demoníaca que estaba desatando su potencial destructivo, Adam, sintiendo que no había podido proteger a Vincent, le rompió fatalmente el cuello.[23]  Dominic sostiene esto contra Adam, pero Walter y Kay apoyan las acciones de Adam, argumentando que tenía que hacerse.[12]
- Florence "Flo" Destine - Flo fingió ser la abuela de Rory y Pandora. En la historia introductoria, las criaturas de Lenz la matan. Con su último aliento, le dice a Walter que informe a los gemelos de la verdad sobre la familia.[4]
- Maurice Fortuit - Un hombre pelirrojo, no se ha revelado la naturaleza completa de sus poderes, pero puede generar algún tipo de energía alrededor de sus manos. Es asesinado por las criaturas de Lenz en su chalet en la cima de la montaña en los Alpes suizos cerca de St. Moritz. Albert vio a Maurice como un luchador vivo y apasionado, y un buen hombre, pero lamentó que su temperamento sería su muerte.[4]
- Garth, Sherlock, y Lance Destine - Todo lo que se sabe de ellos son sus lápidas en la propiedad de Destine.[9]
- Los padres de Adam - sus lápidas se ven en el cementerio familiar.[9] Kay los conoció en 1209 en la propiedad familiar, cuando era un pueblo sajón.[5]

## Ediciones recopiladas
| Título                       | Material recogido | Fecha de publicación | ISBN           |
| ---------------------------- | --- | -------------------- | -------------- |
| ClanDestine versus the X-Men | ClanDestine (vol. 1) #1–8, X-Men & ClanDestine #1–2                                                                  | Octubre 1997         | 978-0785105572 |
| ClanDestine Classic          | ClanDestine (vol. 1) #1–8, X-Men & ClanDestine #1–2, Marvel Comics Presents #158                                     | Febrero 2008         | 978-0785127420 |
| ClanDestine: Blood Relative  | ClanDestine (vol. 2) #1–5                                                                                            | Septiembre 2008      | 978-0785127406 |
| Marvel Tales by Alan Davis   | Daredevil (vol. 3) Annual #1, Fantastic Four Annual #33, Wolverine (vol. 4) Annual #1, Thor: The Truth of History #1 | Noviembre 2012       | 978-0785140320 |
| ClanDestine: Family Ties     | ClanDestine (vol. 2) #1–5, Daredevil (vol. 3) Annual #1, Fantastic Four Annual #33, Wolverine (vol. 4) Annual #1     | Octubre 2018         | 978-1302913182 |

## En otros medios
La serie de Disney+ de 2022, Ms. Marvel presenta a un grupo conocido como los Clandestinos, aunque este grupo no se parece en nada a la familia Destine. En la serie, se representan como Djinn exiliados de la dimensión Noor, cuyo origen está ligado a los antecedentes de la protagonista de la serie Kamala Khan y su familia, en particular, su bisabuela, Aisha, y sus actividades durante la Partición. En 1942, Aisha deja el grupo, se enamora de un humano llamado Hasan y da a luz a Sana, la abuela de Kamala. En 1947, los otros clandestinos encuentran a Aisha y su líder, Najma, la mata. Los otros miembros incluyen a Fariha, Aadam, Saleem y Kamran, quien intenta proteger a Kamala de los otros clandestinos cuando intentan usarla por la fuerza para regresar a casa.